# ジョナサン・コーチマン
ジョナサン・コーチマン（Jonathan Coachman、1973年8月12日 - ）は、アメリカ合衆国のプロレス実況アナウンサー、プロレスラー（ただし試合はストーリーに応じて行う程度）。ミズーリ州カンザスシティ出身。コーチのニックネームで知られる。

## 来歴
2000年にWWF入り。最初はインタビュアーであったが徐々に仕事を増やしていった。インタビュアーとしては、ザ・ロックとのコミカルなやり取り（と言うよりは一方的にロックにいじられるだけのキャラ）で知られる。2003年以降エリック・ビショフと組んでヒールになってからは、ロウの中心ストーリーにも頻繁に絡むようになる。
プロレス実況者としては、ロウの前座収録番組であるヒートの実況を務めていた。また、ロウの実況担当のジム・ロスやカラー・コメンテーターのジェリー・ローラーと度々抗争を行った。2004年にはタジリとも抗争している。2005年10月、ジム・ロスが腸の手術のためにロウを一時離脱するにあたり、ジム・ロス解任ストーリーが組まれる。ジム・ロス離脱に伴い、コーチマンがロウの実況に登場。ジム・ロスを復帰させようとするストーン・コールド・スティーブ・オースチンとPPVタブー・チューズデイにて試合を行う予定であった。しかしこのストーリーは直前にオースチンが怪我でWWEを離脱したことにより終了。PPVではベイダー、ゴールダストを伴いバティスタと試合を行った。
2006年には、ビンス・マクマホンの補佐役に回り、ビンスが離脱中はカードなどの発表はコーチが行っている。2007年8月、RAWのジェネラルマネージャーにウィリアム・リーガルが就任し、嫌々ながらリーガルの補佐として活動した。
2008年にはスマックダウンの実況担当となったが程なくしてWWEを離脱、その後はESPNのSports CenterやESP Newsなどの番組でアナウンサーを務めている。
2009年5月、WWEとNBAのデンバー・ナゲッツが会場のダブルブッキングした際にはインタビュアーとしてビンス・マクマホンにインタビューを行なっている。
2018年1月29日のロウ・フィラデルフィア大会よりWWEに復帰。

## 入場曲
- Hard Hittin' (Homebwoi)

## その他
- かつてコーチマンのフィギュアが3000体限定で販売されたことがある。
- 2007年8月に、MSGネットワーク社のスポーツとエンターテイメントの番組で、ホスト兼リポーターとして採用された。
- 白人家庭の養子だったため、大学では他のアフリカ系アメリカ人の生徒よりも礼儀正しく生徒会や学校の行事にも積極的であったなど、彼の行動は白人の真面目な生徒に近かったのであだ名は「ミスター・クリーン」だった。
- 大学の4年間はバスケットチームに所属し、4年生の時には、大学の演劇公演にも参加した。